# Eudaemoneura woodiella
Eudaemoneura woodiella is een vlinder uit de familie Stathmopodidae. De wetenschappelijke naam van de soort is voor het eerst geldig gepubliceerd in 1830 door Curtis.